# Diatreta Trivulzio
La cosiddetta Diatreta Trivulzio è una coppa da vino in vetro creata nel IV secolo dopo Cristo, del tipo comunemente denominato diatreta, esposta al Civico museo archeologico di Milano. È una delle coppe di questo tipo meglio conservate al mondo di cui si abbia conoscenza.

## Descrizione e storia

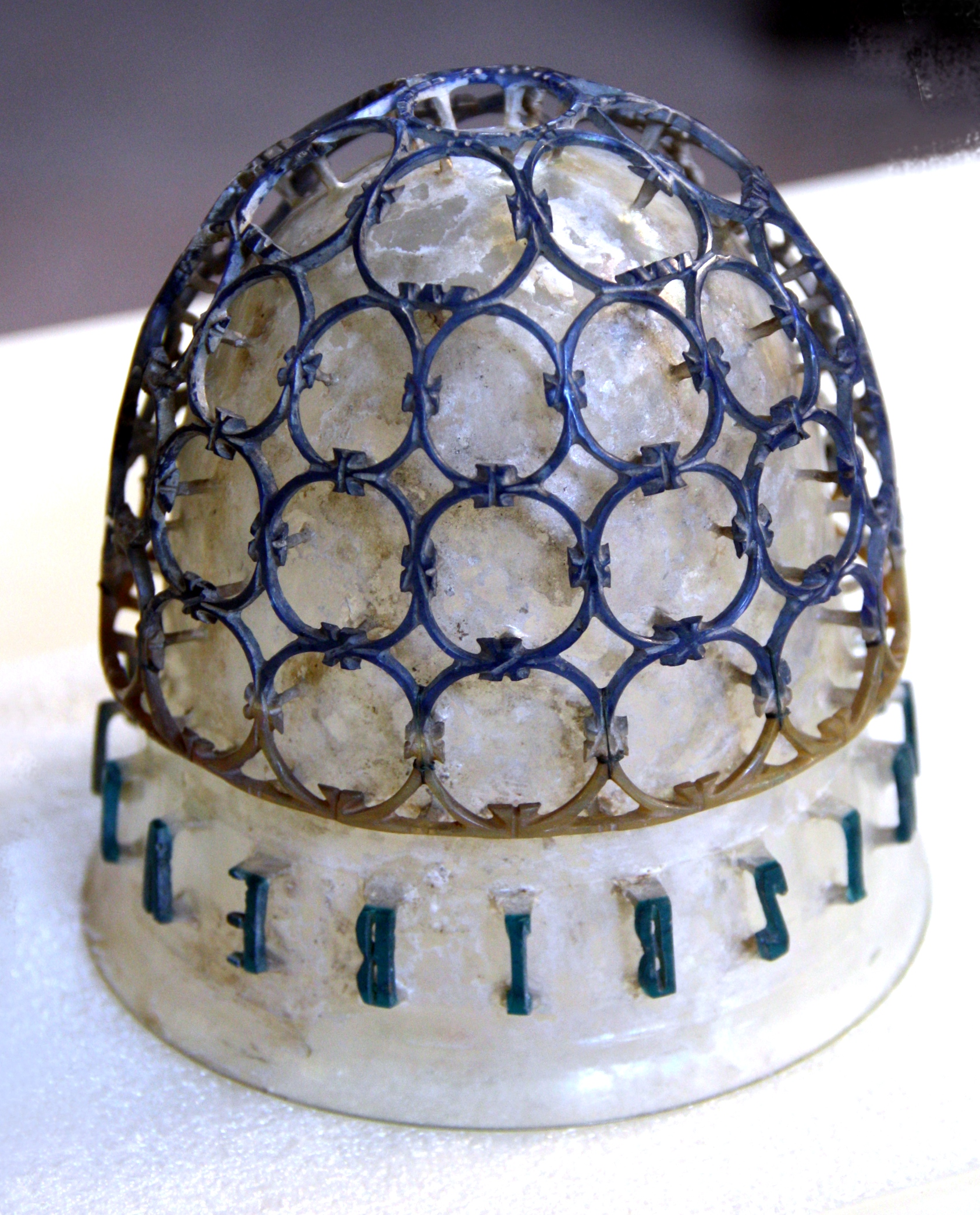
La rete di maglie esterna che avvolge la coppa

### Descrizione
La coppa si compone di due parti: un contenitore interno a coppa e una gabbia esterna che lo racchiude. La coppa, mancante del piede, è in vetro incolore con toni verde smeraldo, nocciola chiaro e azzurro intenso. Il vetro appare soffiato o colato dentro stampo, intagliato a giorno e molato all'oro. La gabbia esterna presenta una rete di quattro file di maglie in vetro blu intagliate a giorno (sfumate superiormente con vetro color nocciola) legate da motivi a nastro. È collegata al contenitore tramite sottili ponticelli in vetro. Al disotto del labbro, in caratteri prominenti e staccati dal fondo in vetro, gira intorno l'iscrizione in lingua latina e lettere maiuscole: BIBE VIVAS MULTIS ANNIS (bevi e che tu possa vivere molti anni), acclamazione conviviale che, secondo il Buonarroti, i romani avevano l'abitudine di inserire sulle tazze da convito.

### Storia
La diatreta, di finissima lavorazione, tipica di alcune officine specializzate di cui si ha notizia solo in prossimità delle grandi capitali dell'Impero del IV secolo d.C., era parte del ricco corredo funebre deposto nel sarcofago di marmo di un uomo di elevato rango, probabilmente vicino alla corte imperiale, venuto alla luce durante lavori di aratura il 9 giugno 1725 nell'area fra Castellazzo Novarese e Mandello Vitta unitamente a un pettine d'avorio e ad altri oggetti andati perduti. Con la morte del primo proprietario Everardo Visconti, la coppa venne proposta dall'antiquario Ferdinando Dardanoni all'abate marchese Carlo Trivulzio, dotto collezionista di oggetti d'arte, che, riconosciuto il valore inestimabile dell'oggetto, lo acquistò nel 1777 aggiungendolo alla sua collezione che era esposta presso il museo della famiglia Trivulzio.
Il prezioso oggetto acquisì una fama immediata dopo essere stato descritto nella Storia delle arti del disegno presso gli antichi (1779) del notissimo storico dell'arte e archeologo tedesco Winckelmann, che aveva potuto osservare l'oggetto che il Trivulzio aveva già descritto nel suo manoscritto Osservazioni di Carlo Trivulzio Patricio Milanese intorno un'antica tazza di vetro.
L'oggetto fu infine acquistato dal Comune di Milano nel 1935 ed esposto presso l'attuale collocazione nel Museo Archeologico.

### Equivoco
Nella pubblicazione del quinto volume del Corpus Inscriptionum Latinarum del 1877, Theodor Mommsen associò erroneamente la diatreta alla tomba di Atilia Sabina, sarcofago in serizzo trovato nel Novarese nel 1675. Ettore Pais ripropose poi l'errore nei Supplementa Italica alcuni anni più tardi, il che portò a ritenere per quasi un secolo che la diatreta provenisse dalla tomba di Atilia Sabina. Nel 1964 la pubblicazione di un documento dell'Archivio Capitolare del Duomo di Novara consentì di chiarire definitivamente la questione.